# Val Vomano
Val Vomano è una frazione del comune di Penna Sant'Andrea nella provincia di Teramo.
È una località sita a 15 km dal capoluogo di provincia adagiata lungo la riva destra del fiume Vomano.

## Storia
Il paese è posto lungo la strada statale SS 81 Piceno Aprutina un tempo chiamata anche Strada Viscerale.
La località è in forte crescita edilizia e demografica, grazie alla sua posizione nei pressi dello svincolo dell'Autostrada A24 Teramo-Roma. È un importante centro di snodo per i trasporti su gomma, in quanto confluiscono gli autobus che collegano la provincia di Teramo alla città dell'Aquila e a Roma.
Val Vomano si trova a metà strada tra la catena dei Monti della Laga, del Gran Sasso d'Italia e il mare Adriatico.
Le origini dell'abitato sono legate alla costruzione del ponte in muratura, risalente al 1870 circa, che lo collega con Villa Vomano, frazione di Teramo posta sulla sponda sinistra del Vomano. Nel linguaggio comune si suole identificare le due località col nome Ponte Vomano.